# Egon Emmel
Egon Emmel (* 29. Mai 1914 in Hamburg; † 1983) war ein deutscher Diplomat.

## Leben
1934 machte Egon Emmel am Wilhelmgymnasium in Hamburg sein Abitur. Er studierte in Hamburg und nahm am Zweiten Weltkrieg teil. 1946 wurde Emmel promoviert. Anschließend übte er den Beruf des Kaufmanns aus. Von 1948 bis 1950 wurde er bei der Verwaltung für Ernährung, Landwirtschaft und Forsten (VELF) des Vereinigten Wirtschaftsgebietes beschäftigt. 1950 heiratete er Brigitte Voss; sie haben zwei Söhne und eine Tochter.
Von 1950 bis 1. Juli 1955 wurde Egon Emmel beim Bundesministerium für Ernährung, Landwirtschaft und Frosten beschäftigt. Am 1. Juli 1955 trat Egon Emmel in den auswärtigen Dienst. Ab 1961 vertrat Botschaftsrat Egon Emmel den Botschafter und leitete den Wirtschaftsdienst bei der Vertretung der deutschen Bundesregierung bei den Internationalen Organisationen in Genf. Ab Februar 1965 war Botschafter Egon Emmel Beauftragter für Vertragsverhandlungen der Abteilung Handels- und Entwicklungspolitik und vortragender Legationsrat in Bonn. 1966 wurde er zum Ministerialdirigenten befördert. 1966 und 1970 führte Egon Emmel Wirtschaftsgespräche in Moskau. Im Frühjahr 1967 führte Egon Emmel Handelsgespräche in Belgrad. Von 1973 bis zu seinem Eintritt in den Ruhestand am 31. Mai 1979 war Egon Emmel Ständiger Vertreter Deutschlands bei der OECD.

## Ehrungen
- 1972: Verdienstkreuz 1. Klasse der Bundesrepublik Deutschland
- 1979: Großes Verdienstkreuz der Bundesrepublik Deutschland